# Sociedad Deportiva Correcaminos
La Sociedad Deportiva Correcaminos es un club de atletismo nacido en la ciudad del Valencia. Fundado en octubre de 1979 es el club decano de la ciudad y fundador de la Maratón Valencia y Medio Maratón Valencia.

## Historia
En octubre de 1979 un grupo de corredores populares que participaban en la campaña Andar y Correr creada por el Consejo Superior de Deportes, se reunían en el Bar Danubio de Valencia regentado por Miguel Pellicer, histórico marchador y maratoniano de los años 40 y 50, fundador del Club, fallecido en 2010. Pellicer comenzó a entregar carnets del primer Club de Atletismo popular al que dio el nombre de Correcaminos y cuyos colores son el amarillo y negro.

## Listado de presidentes
Su primer presidente, Alejandro Martín, lo fue hasta el 17 de julio de 1983; Francisco Gómez-Trénor, hasta el 12 de septiembre de 1985; Antonio Lastra, hasta el 25 de marzo de 1997, Roberto Ferrandis hasta el 11 de abril de 2005, siendo en la actualidad su Presidente Francisco Borao, que desde octubre de 2010 es además Presidente de la AIMS (Asociación Internacional de Maratones).

## Hitos históricos
El Club organizó el I Maratón Popular de Valencia el 29 de marzo de 1981.
En 1981, de la mano de Alberto de Miguel, recuperó para la ciudad la Volta a Peu, prueba histórica que comenzó a celebrarse en Valencia en 1924 y que llevaba varios años sin hacerlo.
En las ediciones de 1995 y 1996, el Maratón se organizó, por primera vez en el mundo, como Maratón compensado, dando la salida a los corredores/as de forma escalonada de mayor a menor, valorando así no sólo la velocidad del atleta sino también la edad y el sexo con la que conseguían la marca. El Maratón Valencia, en la actualidad, desde 2020 tiene en su poder la Etiqueta de Platino que otorga la World Athletics, anteriormente llamada IAAF (Federación Internacional de Atletismo).
En 1991 se inició la organización de la prueba "20 km Adidas", que en 2006 pasó a ser [Medio Maratón Valencia]. La carrera tiene Etiqueta de Oro de la World Athletics, anteriormente denominada IAAF.
El 9 de octubre de 1995, el Club recibió de manos del Presidente de la Generalitat, su mayor distinción, la Placa de Oro al Mérito Deportivo.
Los mayores éxitos deportivos conseguidos por el Club han sido el Campeonato de España de Maratón de Clubes femeninos en 1993 y de Clubes masculinos en 2008.
La Sociedad Deportiva Correcaminos organizó seis ediciones de la carrera “Árboles y Castillos” prueba por relevos de 14 etapas en la comarca del Camp de Túria y once ediciones de la “Volta a les Platges”, prueba sobre 4 km en la arena de la playa de la Malvarrosa.
En el Club a lo largo de los años, a la sección de Atletismo se han unido la de Montaña, que abarca Orientación y Senderismo, la de Triatlón así como una Escuela Infantil de Atletismo, siendo en total en la actualidad 700 socios sus componentes. Edita semestralmente la “Gaceta Aurinegra” con información de las actividades del Club para sus socios.